# Juan Carlos Moreno Rodríguez
Juan Carlos Moreno Rodríguez (Barcelona, 19 april 1975) is een gewezen Spaans voetballer. 

## Clubvoetbal
Moreno speelde meerdere jaren in de jeugd van FC Barcelona, waarna hij tijdens het seizoen 1994-1995 zijn intrede deed in de B-ploeg Barça Atlètic. Dankzij manager Johan Cruijff werd hij het daaropvolgende seizoen opgenomen in het eerste elftal en speelde in het totaal 7 wedstrijden, waarna hij teruggestuurd werd naar de B-ploeg. Vanaf seizoen 1997-1998 speelde hij voor zes verschillende ploegen die uitkwamen in de Segunda División A : Albacete, Lleida, Huelva, Extremadura, Terrassa en Numancia. Bij deze laatste ploeg werd hij onmiddellijk eerste keuze en dwong samen met zijn ploegmaats tweemaal de promotie naar Primera División af. De eerste maal dankzij een derde plaats tijdens zijn eerste seizoen 2003-2004 en als kampioen tijdens het seizoen 2007-2008. Tijdens het seizoen dat de twee promoties volgde, werd steeds de voorlaatste plaats behaald, waardoor de club onmiddellijk terug degradeerde.
Tijdens de heenronde van het seizoen 2009-2010 kwam hij maar eenmaal in de ploeg en werd daarom vanaf januari 2010 voor zes maanden uitgeleend aan reeksgenoot FC Cartagena. Na de heenronde stond deze ploeg tijdens hun eerste seizoen in deze reeks op een derde plaats en wil de voorzitter Francisco Gómez Hernández alles in het werk zetten om naar de hoogste afdeling door te stoten.  In de terugronde kwam hij nog negenmaal in actie bij de ploeg, die op een verdienstelijke vijfde plaats eindigde.  Op 19 juni 2010 kondigde hij het einde van zijn professionele loopbaan als voetballer aan.

## Nationaal elftal
Moreno speelde enkel tijdens het seizoen 1992-1993 voor de jeugdploeg van het Spaans elftal.